# 환경수비대 와일드포스
환경수비대 와일드포스는 돌아온 그린맨과 환경전사 젠타포스와 더불어 환경을 주제로 한 대한민국의 특촬물중에 하나이다. 2008년 10월경에 재능TV을 통해 방영했으며 파워레인저 와일드포스와는 무관한 작품이다. 작품의 줄거리는 주인공인 남궁선의 와일드 선을 필두로한 와일드포스 측과 지구환경을 더럽히는 카르페아 측과의 싸움이며 지구환경의 소중함을 어린이들에게 일깨우기위해 방영한 작품인만큼 환경전사 젠타포스와 함께 지구환경의 소중함을 일깨우는데 좋은 교육작품이 된다.

## 등장 인물

### 와일드포스
- 박성준 : 남궁선 / 와일드 선 역
- 정태성 : 선우문 / 와일드 문 역

### 카르페아
- 김주희 : 달리아 역
- 박지훈 : 삐에로 역
- 이우진 : 무바스 역

### 그 외 인물
- 박소이 : 최윤서 역
- 이효원 : 류 역
- 이상철 : 강박사 역
- 신진철 : 박반장 역
- 김남희 : 김여사 역
- 정지현 : 소희 역
- 정은지 : 미연 역
- 허나리 : 유리 역